# VCF
VCF（Voltage-controlled filter）は、電圧で音声信号の倍音成分を制御する機能。主にアナログシンセサイザーの音色制御に用いられる。

## 概要
アナログシンセサイザーは、VCOで任意の波形を持つ音声信号を出力し、VCFでその音声信号を加工することにより、様々な音色を得る基本的構造になっている。VCFは入力された音に含まれる倍音をカットして音色を加工する「音色フィルタ」の役割を担う。

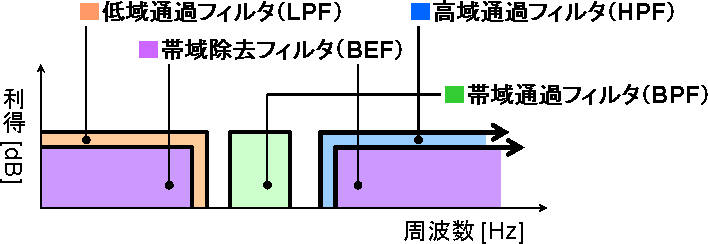
フィルタ種類の模式図。実際にはこれほど急峻な特性ではなく、傾斜した特性を持つ

VCFには主に以下の種類がある。
ローパスフィルタ（LPF）
ロー（低域）をパス（通過）させるフィルタ。周波数成分を高域からカットする機能を持つ。
ハイパスフィルタ（HPF）
ハイ（高域）をパスさせるフィルタ。周波数成分を低域からカットする機能を持つ。
バンドパスフィルタ（BPF）
任意の帯域（バンド）のみをパスさせるフィルタ。いくつかの機種ではこの機能は搭載されておらず、LPFとHPFを直列につなぐことで機能を得る。
バンドエリミネーションフィルタ（BEF、別称バンドリジェクトフィルタ：BRF、またはノッチフィルタ）
任意の帯域のみをカットするフィルタ。いくつかの機種ではこの機能は搭載されておらず、LPFとHPFを並列につなぐことで機能を得る。
LPFやHPFでは、減衰が始まる周波数を遮断周波数（カットオフ周波数）と呼び、-3dBの減衰のあるポイントを指す。BPFやBEFでは、残留・除去する帯域の中心を中心周波数と呼ぶ。VCFでは主に遮断周波数／中心周波数が電圧で制御される。

ローパスフィルタの次数による減衰傾度の違い

VCFは設計によって減衰傾度（ロールオフ特性）の違いがあり、次数が増すごとに-6dB/oct傾度が増し、一般的に-6, -12, -18, -24dB/oct程度のVCFが用いられる。例えばモーグ・シンセサイザーには-24dB/octのVCFが良く用いられ、オーバーハイムのシンセサイザーには-12dB/octのVCFが良く用いられる。減衰傾度は設計によるVCFの個性を測る1つの目安であるが、他の設計要素も音質には関わる。

## モジュレーション（変調）
外部信号で回路の動作（ここでは遮断周波数／中心周波数）を制御することをモジュレーションと呼ぶ。一般的にアナログシンセサイザーではエンベロープ・ジェネレーターやLFOの制御信号をVCFのモジュレーションに利用することで、音色に時間的な変化がつけられる。
演奏された音程の変化に伴ってカット領域を変化させることを、特にキーボード・トラッキングと呼ぶ。例えば演奏された音程の基本周波数が440Hzで、カットしたい倍音が880Hzである場合、まずVCFは880Hzの音域をカットする様に設定される。だが次に1オクターブ上の音程を演奏した場合、基本周波数は880Hzに変化する。この変化の情報をVCFに伝えない場合、VCFは880Hzに変化した基本周波数をカットする様に作動してしまう。このようなことを避けたい場合、キーボード・トラッキングが用いられる。

## レゾナンス（共鳴）
Resonance （レゾナンス、またはリゾナンス。直訳すると「共鳴」）は、VCFのパラメータのひとつとして搭載されている機能。遮断周波数付近の倍音成分を強調する事で音色の変化を得る。またいくつかの機種では、特定の値を超えると自己発振を始め、それ自体を音源として利用することもできる。電子工学的にはQ値(クオリティファクター)がそれにあたる。メーカーによっては「Emphasis」とも呼称する。